# フランシス・ハーディング
フランシス・ハーディング（Frances Hardinge, 1973年 - ）は、イギリス出身の小説家。

## 経歴
ケント州生まれ。オックスフォード大学卒業後、2005年にデビュー作"Fly by Night"でブランフォード・ボウズ賞を受賞。2011年に発表した"Twilight Robbery"がガーディアン賞の最終候補に、2012年の『ガラスの顔』がカーネギー賞候補に、2014年の『カッコーの歌』は英国幻想文学大賞 長編部門を受賞し、カーネギー賞の最終候補になった。
2015年に発表した『嘘の木』でコスタ賞の児童文学部門及び大賞を受賞した。

## 日本語訳作品
すべて児玉敦子訳。

### 単行本
- 『嘘の木』（原題：The Lie Tree、2017年10月 東京創元社 ISBN 978-4-488-01073-7 / 2022年5月 創元推理文庫 ISBN 978-4-488-15107-2）
- 『カッコーの歌』（原題：Cuckoo Song、2019年1月 東京創元社 ISBN 978-4-488-01085-0 / 2022年11月 創元推理文庫 ISBN 978-4-488-15108-9）
- 『影を呑んだ少女』（原題：A Skinful of Shadows、2020年6月 東京創元社 ISBN 978-4488-01101-7 / 2023年8月 創元推理文庫 ISBN 978-4-488-15109-6）
- 『ガラスの顔』（原題：A Face Like Glass、2021年11月 東京創元社 ISBN 978-448-801110-9 / 2024年5月 創元推理文庫 ISBN 978-4-488-15110-2）
- 『呪いを解く者』（原題：Unraveller、2023年11月 東京創元社 ISBN 978-4-488-01128-4）
- 『ささやきの島』（原題：Island of Whispers、2024年12月 東京創元社 ISBN 978-4-488-01142-0） - 絵：エミリー・グラヴェット

### 雑誌掲載短編
- 「悪魔の橋」（原題：Devil's Bridge 、東京創元社『紙魚の手帖』vol.05 JUNE 2022）
- 「神の目」（原題：God's Eye、東京創元社『紙魚の手帖』vol.13 OCTOBER 2023）